# Abraham Inc.
Pour les articles homonymes, voir Abraham (homonymie).
Abraham Inc. est un groupe musical américain. Il et composé du clarinettiste David Krakauer, le tromboniste Fred Wesley et le MC Socalled.

## Histoire
Les artistes, généralement soutenus par d'autres instrumentistes, créent une musique qui est un mélange de klezmer, de funk et de hip-hop. Le groupe se produit deux fois en Pologne. Le 1er juillet 2011, ils se produisent sur la scène du festival Heineken Open'er à Gdynia, et un jour plus tard dans la rue Szeroka à Cracovie dans le cadre du concert final du festival de la culture juive,.
Son album Tweet Tweet est l'album le plus vendu dans les catégories funk et musique juive sur Amazon, et atteint la 7e place dans la catégorie jazz sur la liste du magazine Billboard. 

## Discographie
- 2009 Tweet tweet
- 2019 Together We Stand